# Železniční trať Peking – Jüan-pching

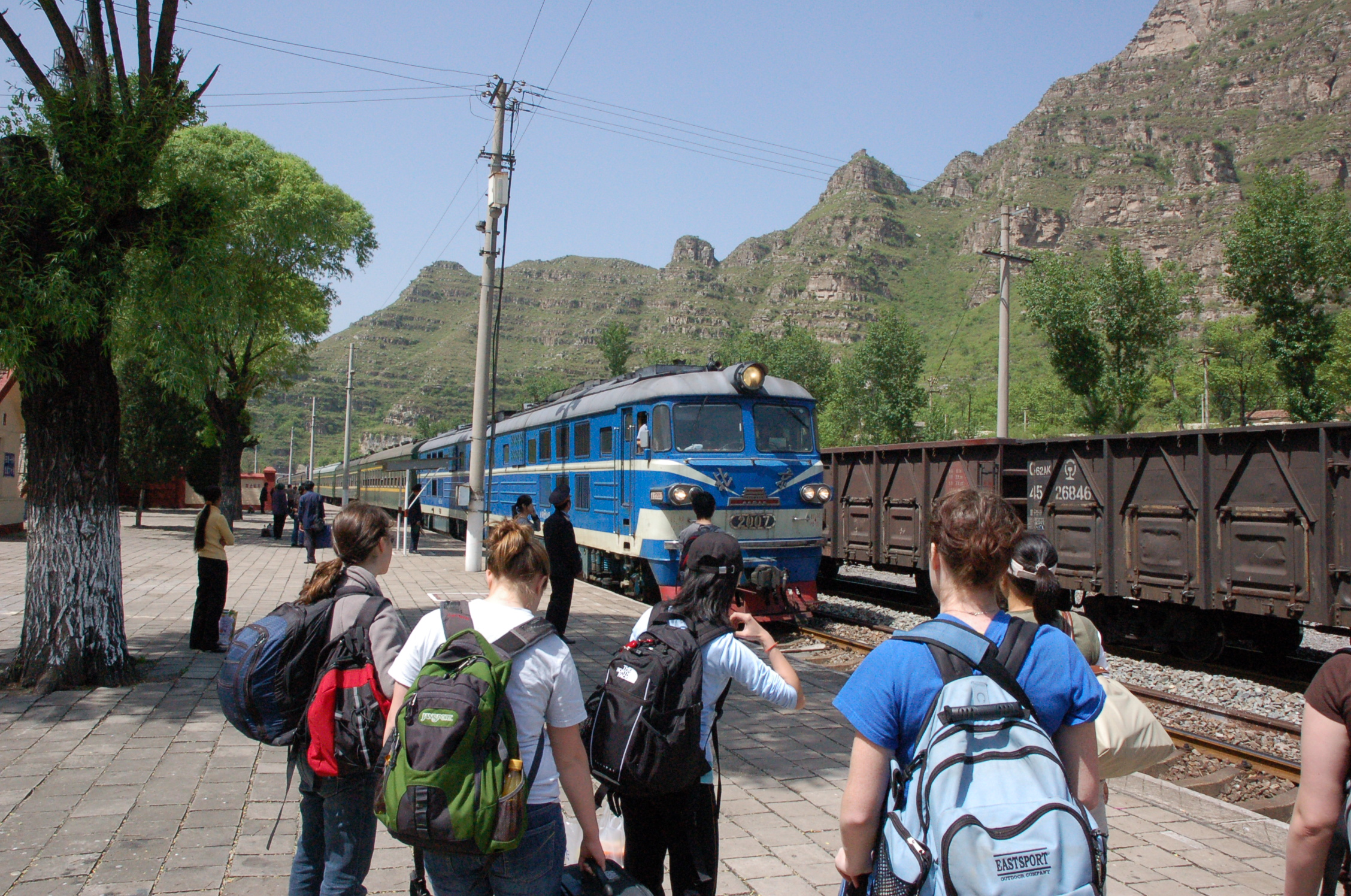
Stanice v Š'-tu

Železniční trať Peking – Jüan-pching je vnitrostátní železniční trať v Čínské lidové republice, která vede z Pekingu, hlavního města republiky, na jihovýchod do Jüan-pchingu, městského okresu v městské prefektuře Sin-čou v provincii Šan-si. Trať má délku 418 kilometrů a kromě Pekingu a Jüan-pchingu vede přes Laj-jüan (v Pao-tingu v Che-peji), Ling-čchiou (v Ta-tchungu), Fan-š' a Taj (obojí v Sin-čou).
Trať byla postavena v letech 1965 až 1971 a původně byla zamýšlena pro přepravu uhlí ze Šan-si a pro přepravu vojsk na základě aktuálních potřeb.

## Trasa
V Pekingu začíná trať na Š'-ťing-šanském jižním nádraží v Š'-ťing-šanu, kde se odděluje od železniční trati Feng-tchaj – Ša-čcheng. Vede pak přes Feng-tchaj a Fang-šan do Západních hor, míjí Čou-kchou-tien a vede údolím řeky Ťü-ma přes Š'-tu a C'-ťing-kuan až do Laj-jüanu v prefektuře Pao-ting provincie Che-pej. Pak vede dál na západ přes Tchaj-chang do Ling-čchiou (v Ta-tchungu), odkud pokračuje údolím řeky Chu-tchuo. V Jüan-pchingu se připojuje na železniční trať Ta-tchung – Pchu-čou.